# Memphis Open 2017
Memphis Open 2017 byl tenisový turnaj mužů na profesionálním okruhu ATP World Tour, hraný v oddílu Racquet Club of Memphis na krytých dvorcích s tvrdým povrchem. Konal se mezi 13. až 19. únorem 2017 v americkém Memphisu jako čtyřicátý druhý ročník turnaje.
Turnaj se řadil do kategorie ATP World Tour 250 a jeho dotace činila 720 410 amerických dolarů. Nejvýše nasazeným hráčem ve dvouhře se stal osmnáctý tenista světa  Ivo Karlović z Chorvatska. Jako poslední přímý účastník do hlavní singlové soutěže nastoupil 100. japonský hráč žebříčku Jošihito Nišioka.
Premiérový singlový titul na okruhu ATP získal Američan Ryan Harrison. V 41leté historii turnaje se jednalo o první ročník, na němž nepostoupil žádný nasazený hráč do semifinále. Své první trofeje na okruhu vybojovali vítězstvím ve čtyřhře Američan Brian Baker a Chorvat Nikola Mektić.

## Rozdělení bodů a finančních odměn

### Rozdělení bodů
| Soutěž  | vítězové | finalisté | semifinalisté | čtvrtfinalisté | 16 v kole | 32 v kole | Q  | Q3 | Q2 | Q1 |
| ------- | -------- | --------- | ------------- | -------------- | --------- | --------- | -- | -- | -- | -- |
| dvouhra | 250      | 150       | 90            | 45             | 20        | 0         | 12 | 6  | 0  | 0  |
| čtyřhra | 250      | 150       | 90            | 45             | 0         | —         | —  | —  | —  | —  |

### Finanční odměny
| Soutěž                              | vítězové | finalisté | semifinalisté | čtvrtfinalisté | 16 v kole | 32 v kole |
| ----------------------------------- | -------- | --------- | ------------- | -------------- | --------- | --------- |
| dvouhra                             | $114 595 | $60 355   | $32 695       | $18 630        | $10 975   | $6 505    |
| čtyřhra                             | $34 810  | $18 300   | $9 920        | $5 670         | $3 320    | —         |
| částka ve čtyřhře je uvedena na pár |          |           |               |                |           |           |

## Dvouhra mužů

### Nasazení
| Stát                         | Hráč             | ATP | Nasazení |
| ---------------------------- | ---------------- | --- | -------- |
| Chorvatsko                   | Ivo Karlović     | 18. | 1.       |
| USA                          | John Isner       | 23. | 2.       |
| USA                          | Sam Querrey      | 27. | 3.       |
| USA                          | Steve Johnson    | 31. | 4.       |
| Austrálie                    | Bernard Tomic    | 33. | 5.       |
| Francie                      | Adrian Mannarino | 56. | 6.       |
| Belgie                       | Steve Darcis     | 59. | 7.       |
| Čínská Tchaj-pej             | Lu Jan-sun       | 61. | 8.       |
| Žebříček ATP k 6. únoru 2017 |                  |     |          |

### Jiné formy účasti
Následující hráčí obdrželi divokou kartu do hlavní soutěže:
- Jared Donaldson
- Reilly Opelka
- Frances Tiafoe

Následující hráči postoupili z kvalifikace:
- Matthew Ebden
- Darian King
- Peter Polansky
- Tim Smyczek

Následující hráči postoupili z kvalifikace jako tzv. šťastný poražený:
- Benjamin Becker

### Odhlášení
před zahájením turnaje
- Dustin Brown → nahradil jej Benjamin Becker
- Daniel Evans → nahradil jej Nikoloz Basilašvili

## Mužská čtyřhra

### Nasazení
| Stát                                                                                  | Hráč                   | Stát        | Hráč           | ATP | Nasazení |
| ------------------------------------------------------------------------------------- | ---------------------- | ----------- | -------------- | --- | -------- |
| Filipíny                                                                              | Treat Conrad Huey      | Bělorusko   | Max Mirnyj     | 51. | 1.       |
| Rakousko                                                                              | Oliver Marach          | Francie     | Fabrice Martin | 68. | 2.       |
| Švédsko                                                                               | Robert Lindstedt       | Nový Zéland | Michael Venus  | 78. | 3.       |
| Španělsko                                                                             | Guillermo García-López | Indie       | Leander Paes   | 94. | 4.       |
| Žebříček ATP k 6. únoru 2017; číslo je součtem žebříčkového postavení obou členů páru |                        |             |                |     |          |

### Jiné formy účasti
Následující páry obdržely divokou kartu do hlavní soutěže:
- Cedric De Zutter /  Connor Glennon
- David O'Hare /  Joe Salisbury

## Přehled finále

### Mužská dvouhra
- Ryan Harrison vs.  Nikoloz Basilašvili, 6–1, 6–4

### Mužská čtyřhra
- Brian Baker  /  Nikola Mektić vs.  Ryan Harrison  /  Steve Johnson, 6–3, 6–4